# Téléchargement de musique

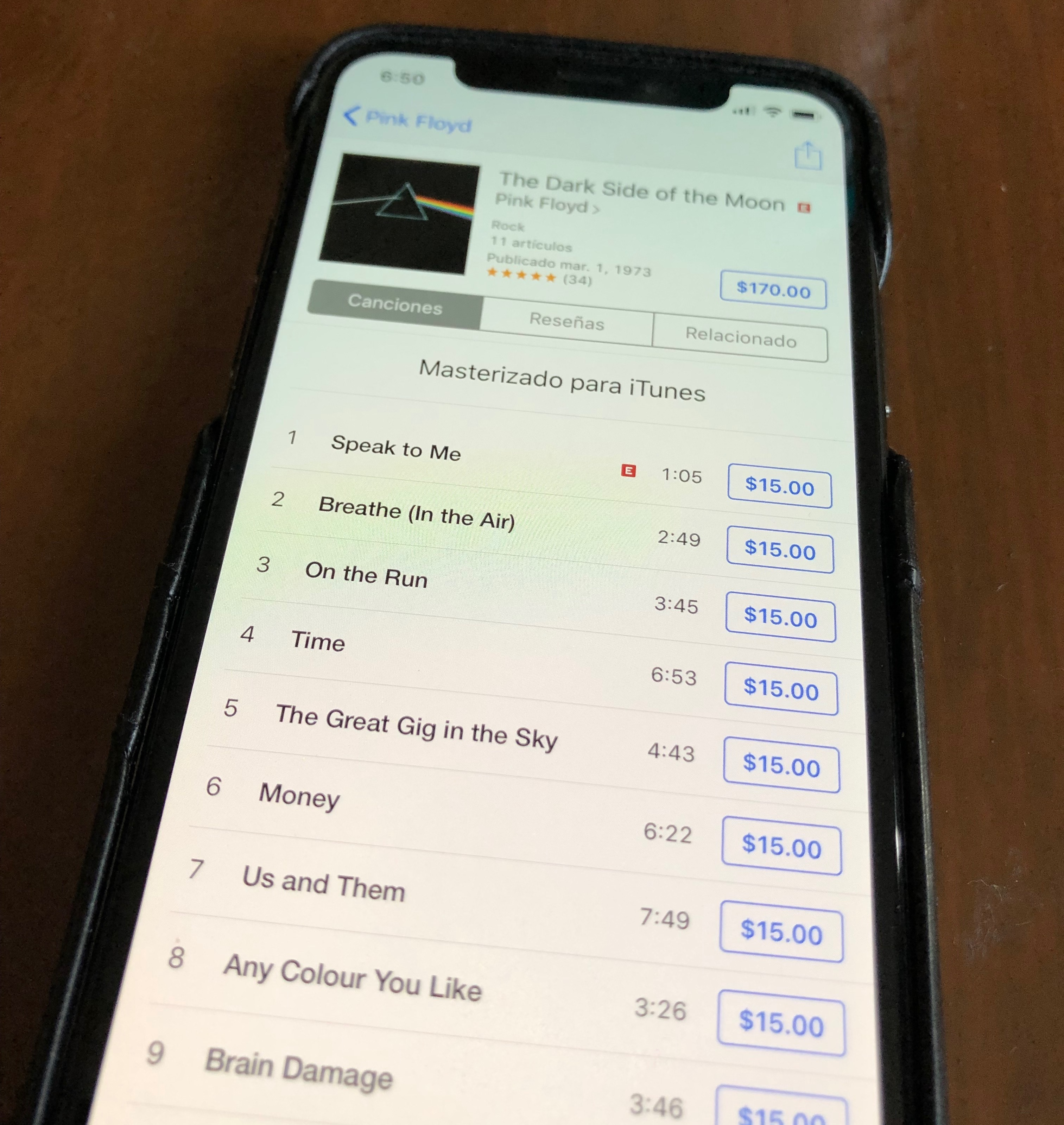
iTunes Music Store mexicain dans un smartphone.

Le téléchargement de musique est le transfert d'une œuvre musicale d'un appareil informatique à un autre à travers un réseau informatique. Cette expression est par extension utilisée pour désigner les transferts de musique accessibles via Internet vers l'ordinateur d'un particulier. Ce téléchargement peut être effectué de manière légale, ou illégale.
Le téléchargement dit « légal », se fait généralement via des plates-formes de téléchargement ou des sites proposant de la musique libre (Jamendo, Magnatune, etc.).
Le téléchargement dit « illégal » consiste à télécharger des œuvres soumises au droit d'auteur sans l'accord des ayants droit. Cela se traduit par le fait que ni celui qui met l'œuvre à disposition, ni celui qui la télécharge n'en ont l'autorisation par l'ayant droit.

## Historique
Le téléchargement illégal de musique a commencé en 1999 avec la parution du logiciel Napster. Ce programme est créé par Shawn Fanning alors qu'il avait 17 ans, grâce à une demande de son colocataire voulant trouver des morceaux de rap gratuits sur internet. Après des procès à cause de l'illégalité de la distribution gratuite des morceaux, le logiciel est retiré en 2001, après deux ans de procédure judiciaire aux États-Unis pour infraction à la législation sur le droit d'auteur.